# Real Sebastiani Rieti 2022-2023
Questa voce raccoglie le informazioni riguardanti la Real Sebastiani Rieti nelle competizioni ufficiali della stagione 2022-2023.

## Stagione
Dopo la cocente delusione della finale playoff persa all’ultimo tiro di gara 5 contro Agrigento, l’obiettivo della Sebastiani per la stagione 2022-2023 non cambia: salire in Serie A2. La prima scelta del presidente Pietropaoli è quella di cambiare allenatore, affidando il ruolo di head coach della squadra a Sandro Dell'Agnello. Tra i giocatori vengono riconfermati il capitano Alessandro Piazza, Marco Contento, Lorenzo Piccin e Zdravko Okiljevic, mentre, sul fronte dei nuovi arrivi, il mercato porta a Rieti giocatori di spicco quali la guardia ex NPC Simone Tomasini e il playmaker Marco Spanghero, fresco di promozione in A1 con la maglia di Verona. Altri arrivi molto importanti sono quelli di Riccardo Chinellato, Ferdinando Matrone, Nicola Mastrangelo, Alessandro Paesano e Alessandro Ceparano. A completare il roster sono i giovani Danilo Pavicevic, Alen Nuhanovic e Gianluca Frattoni. In Supercoppa la Sebastiani esordisce nei sessantaquattresimi di finale contro Matelica, superandola per 74-69. Nei trentaduesimi arriva il successo contro la LUISS, mentre nei sedicesimi, complici gli infortuni e una condizione ancora lontana dal top, arriva l’eliminazione per mano di Roseto, poi finalista della competizione. In campionato però la musica è ben diversa, e l’inizio vede sette vittorie consecutive contro Fiorenzuola, San Miniato, Ozzano, Virtus Imola, Piacenza, Ancona ed Empoli. All’ottava arriva il primo stop, in casa contro Fabriano, ma è solo un episodio, poiché nelle successive partite ci sono nuovamente solo vittorie per la Sebastiani, la più importante delle quali arriva a Faenza per 80-82 con un canestro decisivo di Tomasini sullo scadere e che risulta determinante per il primo posto di Rieti al giro di boa, davanti proprio a Faenza e Fabriano, con annessa qualificazione ai quarti di finale di Coppa Italia, che verranno vinti per 89-50 a spese della LUISS Roma. Proprio a Faenza, però, si infortuna gravemente Spanghero, per il quale la stagione finisce in anticipo, venendo sostituito sul mercato da Franko Bushati, che arriva alle pendici del Terminillo insieme ad Alessio Mazzotti dopo l’esclusione di Firenze dal campionato per inadempienze societarie, mentre sotto canestro viene ingaggiato il centro Giordano Pagani da Torino. Anche nel girone di ritorno la Sebastiani continua a vincere, subendo solamente due battute d’arresto (a Fabriano e in casa contro Jesi per 77-79 dopo essere stata avanti per tutto il match conducendo anche di 16 lunghezze) e assicurandosi la testa di serie per i playoff grazie al successo al PalaSojourner contro Faenza per 93-85 nel decisivo scontro diretto, una partita al cardiopalma che ha visto Rieti dapprima andare avanti di 17, per poi subire la rimonta di Faenza, la quale ha toccato anche il +7, fino a prevalere nel finale punto a punto piazzando l’allungo decisivo negli ultimi due minuti di gara. Nelle Final Four di Coppa Italia, nel frattempo, la Sebastiani supera nuovamente Faenza in semifinale per 74-72, soccombendo però in finale contro Orzinuovi per 45-66 dopo un bruttissimo ultimo quarto. A stagione in corso, in seguito all’esclusione di Ferrara dal campionato di A2 per problemi societari, arriva dall’Emilia il centro Samuele Valente. Nei playoff, al primo turno, la Sebastiani affronta Sant'Antimo, classificatasi al quarto posto nel girone D, battendola per 3-0 e qualificandosi alla finale per accedere al concentramento nazionale. La finale vede Rieti prevalere, ancora una volta, contro Faenza: come nei match di campionato e Coppa Italia, c’è grande equilibrio tra le due compagini. Dopo la sconfitta subita al PalaSojourner in gara 1, la Sebastiani si riscatta, aggiudicandosi il secondo atto e riuscendo in seguito a vincere gara 3 e gara 4 a Faenza, concludendo la serie sul 3-1 in proprio favore e qualificandosi così al concentramento nazionale di Ferrara. Alla Bondi Arena, però, la Sebastiani perde tutte e tre le sue partite (contro LUISS Roma, Orzinuovi e Vigevano), non riuscendo così a conquistare la promozione in A2. Il 24 giugno, cinque giorni dopo la fine del concentramento, la società annuncia di aver acquisito il diritto sportivo della Pallacanestro Mantovana, riportando così la Sebastiani in A2.

## Roster 2022-2023
Aggiornato al 17 aprile 2023.
|    | Naz.                                      | Ruolo | Sportivo            | Anno | Alt. | Peso |  |
| -- | ----------------------------------------- | ----- | ------------------- | ---- | ---- | ---- |  |
| 1  | Italia (bandiera)                         | GA    | Nicola Mastrangelo  | 1998 | 196  | 96   |  |
| 5  | Italia (bandiera)                         | G     | Simone Tomasini     | 1993 | 198  | 89   |  |
| 7  | Montenegro (bandiera) · Italia (bandiera) | PG    | Danilo Pavicevic    | 2003 | 195  | 82   |  |
| 8  | Italia (bandiera)                         | A     | Alessandro Paesano  | 1993 | 200  | 100  |  |
| 10 | Italia (bandiera)                         | PG    | Marco Contento      | 1991 | 191  | 82   |  |
| 13 | Italia (bandiera)                         | G     | Lorenzo Piccin      | 2002 | 191  | 80   |  |
| 14 | Italia (bandiera)                         | C     | Samuele Valente     | 2003 | 210  | 105  |  |
| 16 | Italia (bandiera)                         | AC    | Riccardo Chinellato | 2000 | 198  | 94   |  |
| 17 | Italia (bandiera)                         | AC    | Alessio Mazzotti    | 2003 | 198  | 90   |  |
| 19 | Italia (bandiera)                         | C     | Ferdinando Matrone  | 1995 | 210  | 105  |  |
| 21 | Italia (bandiera)                         | P     | Alessandro Piazza   | 1987 | 175  | 70   |  |
| 22 | Slovenia (bandiera) · Italia (bandiera)   | C     | Alen Nuhanovic      | 2003 | 206  | 101  |  |
| 25 | Italia (bandiera)                         | GA    | Alessandro Ceparano | 2001 | 198  | 92   |  |
| 26 | Italia (bandiera)                         | C     | Giordano Pagani     | 1998 | 205  | 98   |  |
| 44 | Argentina (bandiera) · Italia (bandiera)  | PG    | Gianluca Frattoni   | 2004 | 185  | 80   |  |
| 45 | Italia (bandiera)                         | PG    | Marco Spanghero     | 1991 | 187  | 82   |  |
| 70 | Albania (bandiera) · Italia (bandiera)    | PG    | Franko Bushati      | 1985 | 190  | 80   |  |

## Staff tecnico
- Allenatore: Sandro Dell'Agnello
- Vice-allenatore: Giuseppe Contigiani
- Assistente allenatore: Enrico Miluzzi

## Organigramma societario
- Patron: Roberto Pietropaoli
- Presidente Onoraria: Beatrice Ratti
- Presidente: Giorgio Pietropaoli
- General Manager: Anna Elisa Pace
- Direttore Tecnico: Marcello Chiodoni
- Direttore Sportivo: Luca Palombi
- Team Manager: Mauro Angelucci
- Direttore Comunicazione: Marco Ferroni
- Responsabile Social Media: Nikolaj Cocko
- Fotografo ufficiale: Gianluca Vannicelli
- Segreteria: Simona Reisoni
- Addetto Stampa: Giovanni Sanna
- Speaker: Lorenzo Cecchetelli